# Iryna Żyłenko
Iryna Żyłenko (ukr. Іри́на Володи́мирівна Жиле́нко, ur. 28 kwietnia 1941 w Kijowie, zm. 3 sierpnia 2013 tamże) – poetka ukraińska. 

## Życie
Data i miejsce urodzenia są umowne, gdyż dziewczynka straciła w zawierusze wojennej całą rodzinę i jako niemowlę została przygarnięta przez przybranych rodziców. Lata dziecinne spędziła w wiosce Steciwci koło Zwinogródki (ukr. Zwenyhorodka), następnie przeniosła się do Kijowa. Ukończyła studia zaoczne na wydziale filologicznym kijowskiego Uniwersytetu Tarasa Szewczenki (1964). Pracowała jako wychowawczyni w przedszkolu, a potem jako dziennikarka.

## Twórczość
Pierwszy wiersz napisała w wieku ośmiu lat. W 1964 wydała tom reportaży Bukowynski bałady (Ballady bukowińskie) i tom poezji dla dzieci Dostyhajut' kolosoczky (Dojrzewają kłosiki). Pierwszy tom jej liryków, Solo na solfi (Solo na solfie), ukazał się w 1965. Kolejne zbiory wierszy to: Awtoportret u czerwonomu (1971, Autoportret w czerwieni), Wikno u sad (1978, Okno na sad), Koncert dla skrypki, doszczu i cwirkuna (1979, Koncert na skrzypce, deszcz i świerszcza), Dim pod kasztanom (1982, Dom pod kasztanem), Jarmarok czudes (1982, Jarmark cudów), Ostannij wułycznyj szarmanszczyk (1985, Ostatni kataryniarz uliczny) i Diwczynka na kuli (1987, Dziewczynka na kuli). W 1983 ukazał się wybór jej wierszy Zbułosia lito (Spełniło się lato). 
Główne tematy liryki Żyłenko to archetypiczny dom i ogród czy sad, małżeństwo i rodzina, natura, miłość i „małe sprawy powszednie”, częstą inspiracje stanowią dzieła sztuki, szczególnie utwory muzyczne. Jest w jej poezji czysty liryzm, połączony z wielką wrażliwością i kulturą, upojenie życiem i melancholijne doznanie przemijania, subtelna ironia i pogodny humor, zaduma nad światem, tkliwa erotyka i cień śmierci.

## Nagrody i wyróżnienia
Iryna Zyłenko jest laureatką ukraińskiej Nagrody Państwowej im. Tarasa Szewczenki oraz nagrody im Wołodymyra Sosiury.

## Recepcja polska
Na polski tłumaczył jej wiersze Leszek Engelking. Drukowane były w „Literaturze na Świecie”, „Tyglu Kultury” i „Gazecie Lwowskiej”. Ponadto przekładały jej poezje Aleksandra Świętochowska i Elżbieta Raczyńska-Mraczek.

## Literatura
- Leszek Engelking, Koncert na dom, sad i codzienne cuda. “Literatura na Świecie” 1986, nr 8